# Stazione di Rocchetta Tanaro-Cerro
Stazione di Rocchetta Tanaro-Cerro vasútállomás Olaszországban, Cerro Tanaro településen.

## Vasútvonalak
Az állomást az alábbi vasútvonalak érintik:
- Torino–Genova-vasútvonal

## Kapcsolódó állomások
A vasútállomáshoz az alábbi állomások vannak a legközelebb:
- Stazione di Castello d'Annone
- Cerro Tanaro railway stop